# Мелешкевич, Артур Вячеславович
Арту́р Вячесла́вович Мелешке́вич (бел. Артур Вячаслававіч Меляшкевіч; род. 11 апреля 1975) — белорусский легкоатлет, специалист по спортивной ходьбе. Выступал за сборную Белоруссии по лёгкой атлетике в 1994—2002 годах, призёр Кубков мира и Европы, победитель и призёр первенств национального значения, действующий рекордсмен страны в ходьбе на 20 км, участник летних Олимпийских игр в Сиднее.

## Биография
Артур Мелешкевич родился 11 апреля 1975 года.
Окончил Республиканское училище олимпийского резерва (1984—1994) и Белорусский государственный университет физической культуры (2002—2008).
Впервые заявил о себе в лёгкой атлетике на международном уровне в сезоне 1994 года, когда вошёл в состав белорусской национальной сборной и выступил на юниорском мировом первенстве в Лиссабоне, где выиграл бронзовую медаль в зачёте ходьбы на 10 000 метров.
В 1995 году в дисциплине 20 км занял 44-е место на Кубке мира по спортивной ходьбе в Пекине.
В 1996 году финишировал 13-м на Кубке Европы в Ла-Корунье.
На Кубке мира 1997 года в Подебрадах стал восьмым в личном зачёте 20 км и тем самым помог своим соотечественникам выиграть бронзовые медали мужского командного зачёта. Позже в той же дисциплине завоевал бронзовую медаль на молодёжном европейском первенстве в Турку, тогда как на чемпионате мира в Афинах закрыл двадцатку сильнейших.
В 1998 году на Кубке Европы в Дудинце был шестым и вторым в личном и командном зачётах соответственно. На последовавшем чемпионате Европы в Будапеште был дисквалифицирован.
В 1999 году занял 45-е место на Кубке мира в Мезидон-Канон. Будучи студентом, представлял Белоруссию на Универсиаде в Пальме.
В 2000 году финишировал восьмым на Кубке Европы в Айзенхюттенштадте. Благодаря череде удачных выступлений удостоился права защищать честь страны на летних Олимпийских играх в Сиднее — в программе ходьбы на 20 км показал результат 1:24:50, расположившись в итоговом протоколе соревнований на 21-й строке.
После сиднейской Олимпиады Мелешкевич ещё в течение некоторого времени оставался действующим спортсменом и продолжал принимать участие в крупнейших международных стартах. Так, в 2001 году он выступил на Кубке Европы в Дудинце, на Универсиаде в Пекине и на чемпионате мира в Эдмонтоне. Помимо этого, на соревнованиях в Бресте установил ныне действующий национальный рекорд Белоруссии в ходьбе на 20 км — 1:18:12.
В 2002 году на Кубке мира в Турине стал десятым в личном зачёте 20 км и получил серебро мужского командного зачёта. По окончании этого сезона завершил спортивную карьеру.